# Società Sportiva Lazio 2014-2015
Questa voce raccoglie le informazioni riguardanti la Società Sportiva Lazio nelle competizioni ufficiali della stagione 2014-2015.

## Stagione
Chiuso il sodalizio con Reja, la società sceglie Pioli per sostituirlo in panchina. Dopo un avvio sofferto in campionato, con 3 sconfitte in 4 partite, la Lazio prende ad ingranare e risale la classifica. Il girone di andata va in archivio con una sconfitta contro il Napoli, che fa scivolare i romani al quinto posto con 2 punti in meno degli stessi campani. Il miglioramento dei biancocelesti è però confermato anche dal buon percorso in Coppa Italia - culminato nel raggiungimento della finale - nonché dalla striscia di 8 vittorie consecutive, che in Serie A non veniva realizzata dal 2006-07. Il filotto positivo permette di agganciare in classifica la Roma, che viene temporaneamente superata. Subìto però il contro-sorpasso dei giallorossi, la Lazio vede svanire la possibilità di alzare almeno un trofeo: la coppa nazionale viene infatti vinta dalla Juventus, che si impone 2-1 nei supplementari.
La successiva delusione nel derby fa tramontare le speranze del secondo posto, conquistato aritmeticamente dai rivali. L'ultima giornata propone comunque lo scontro diretto con il Napoli, valido a tutti gli effetti per il terzo posto. Il pareggio premierebbe le Aquile, mentre in caso di disfatta sarebbe il Napoli a conquistare la piazza d'onore per il miglior rendimento nei confronti diretti. Nell'ultimo atto di una stagione che l'ha vista fornire prove di grande carattere, la Lazio chiude il primo tempo sul 2-0 grazie alle reti di Parolo e Candreva. Al rientro in campo dagli spogliatoi, il Napoli mostra però un altro spirito tanto da agguantare il pareggio con la doppietta di Higuaín. Un dubbio contatto in area tra Lulić e Maggio (76') spinge Rocchi a fischiare il rigore, facendo correre più di un brivido ai tifosi: lo stesso Higuain si presenta sul dischetto, ma viene tradito dalla tensione e calcia a lato. Evitato il knock-out, i biancocelesti sono capaci di segnare altri due gol nel finale con Onazi e Klose: il risultato è una vittoria per 4-2. La formazione della capitale ottiene così il terzo posto, ritrovando l'accesso alla Champions League dopo 8 anni. Il Napoli è invece costretto ad accontentarsi dell'Europa League, finendo quinto a −6 dai capitolini.

## Divise e sponsor
Le nuove maglie sono state presentate il 20 luglio 2014 durante il consueto ritiro nella cittadina di Auronzo di Cadore. La prima maglia era stata già presentata lo scorso maggio e aveva fatto il suo esordio in occasione dell'ultima partita stagionale contro il Bologna. La maglia Home presenta il font dei numeri, i calzoncini e i calzettoni molto simili alla divisa del stagione 1974-1975, stagione successiva alla vittoria del primo scudetto; sotto lo stemma della Lazio vi è un altro disegnato sulla maglia, mentre sul colletto sono presenti due bottoni, un tricolore e la maglia ha sui fianchi un materiale traspirante. La prima divisa da trasferta è di colore bordeaux, con due righe orizzontali di color celeste sul petto che andranno a incorniciare una linea orizzontale bianca. Nel retro del colletto a polo verrà ricamata la scritta "S.S. Lazio 1900". L'altra maglia da trasferta è invece di colore bianco, con righe verticali celesti, riprendendo la divisa storica utilizzata dal club romano nel 1933. Il colletto invece sarà a V e nel retro presenterà anch'esso la scritta "S.S. Lazio 1900". Azzurro e verde fluo, con inserti blu Scozia, le due maglie dei portieri. Il 21 gennaio 2015 viene presentata la nuova maglia biancoceleste, rivisitazione della storica "Maglia Bandiera" indossata dai giocatori della Lazio già nella stagione 1982-1983 e divenuta celebre nella stagione 1986-1987, quando la maglia, come tutta la stagione, venne ribattezzata "La maglia del -9" per via della salvezza dalla retrocessione in Serie C1, raggiunta, con la penalizzazione di nove punti, agli spareggi.
Lo sponsor ufficiale per la stagione 2014-2015 non è previsto, anche se in occasione dei match casalinghi contro il Cesena del 14 settembre 2014, il Torino del 26 ottobre 2014, la Juventus del 22 novembre 2014 e il Napoli del 18 gennaio 2015 campeggiava, sulle casacche laziali, il logo della clinica Paideia, struttura sanitaria di riferimento del club romano. Il 29 novembre 2014, durante la gara di campionato Chievo-Lazio, la formazione biancoceleste è scesa in campo con le casacche dove campeggiava il logo AIL, acronimo dell'Associazione italiana contro le leucemie-linfomi e mieloma, associazione sostenuta dalla società capitolina. In occasione del Derby capitolino dell'11 gennaio 2015, la Lazio è scesa in campo con la classica divisa di gioco dove era ben visibile la scritta "Je suis Charlie", slogan per esprimere la propria solidarietà alle vittime degli attentati di Parigi del 7 gennaio scorso. Nell'amichevole pre-campionato del 24 luglio 2014, contro la Nazionale Indonesiana, sulla maglia compare il logo della compagnia aerea indonesiana "Alia Wisata".
| Casa Girone andata | Trasferta | Terza divisa | Casa Girone ritorno | Portiere casa Girone andata | Trasf. portiere | Portiere casa Girone ritorno |

La composizione delle divise è la seguente:
- Casa: la maglia è celeste, il pantaloncino è bianco, i calzettoni bianchi con righe celesti orizzontali.
- Trasferta: la maglia, con colletto celeste, è bordeaux con due righe orizzontali di color celeste sul petto che andranno a incorniciare una linea orizzontale bianca, di colore bordeaux anche il pantaloncino e i calzettoni, con le stesse righe della maglia all'altezza dello stinco.
- Terza divisa: la maglia è bianca, con righe verticali celesti, Il pantaloncino e i calzettoni celesti dettagliati dalle linee bianche orizzontali.

Va ricordato che, a seconda dei colori della squadra avversaria, i pantaloncini e i calzettoni possono essere abbinati in modo differente.

## Organigramma societario
Area direttiva
Consiglio di gestione
- Presidente: Claudio Lotito
- Consigliere: Marco Moschini

Consiglio di sorveglianza
- Presidente: Corrado Caruso
- Vicepresidente: Alberto Incollingo
- Consiglieri: Fabio Bassan, Vincenzo Sanguigni, Silvia Venturini

Area organizzativa
- Segretario Generale: Armando Antonio Calveri
- Team Manager: Maurizio Manzini, Stefan Derkum
- Direzione Amm.va e Controllo di Gestione / Investor Relator: Marco Cavaliere
- Direzione Legale e Contenziosi: Francesca Miele
- Direzione Organizzativa Centro Sportivo di Formello, Uffici, Country Club, Stadio: Giovanni Russo
- S.L.O. / Supporter Liaison Officer: Armando Calveri
- Delegato Sicurezza Stadio/R.S.P.P.: Sergio Pinata
- Responsabile Biglietteria: Angelo Cragnotti
- Direzione Settore Giovanile: Giulio Coletta
- Coordinatore Settore Giovanile: Alberto Bollini

Area marketing
- Coordinatore Marketing, Sponsorizzazioni ed Eventi: Marco Canigiani
- Area Marketing: Massimiliano Burali d'Arezzo, Laura Silvia Zaccheo
- Area Licensing e Retail: Valerio D'Attilia

Area comunicazione
- Responsabile Comunicazione/Stampa: Stefano De Martino

Area tecnica
- Direttore Sportivo: Igli Tare
- Coordinatore area tecnica: Igli Tare
- Allenatore: Stefano Pioli
- Allenatore in seconda: Giacomo Murelli
- Collaboratori prima squadra: Davide Lucarelli, Jesse Fioranelli
- Responsabile preparatori atletici: Matteo Osti
- Preparatori atletici: Francesco Perondi, Adriano Bianchini, Alessandro Fonte
- Preparatore dei portieri: Adalberto Grigioni

Area sanitaria
- Direttore sanitario: dott. Ivo Pulcini
- Coordinatore staff sanitario: dott. Roberto Bianchini
- Medico sociale: dott. Stefano Salvatori
- Fisioterapisti: Valerio Caroli, Romano Papola, Walter Martinelli, Christian Marsella, Giorgio Gasparini
- Consulente ortopedico: dott. Stefano Lovati
- Nutrizionista: dott. Saverio Militano

## Rosa
Rosa e numerazione sono aggiornate al 1º febbraio 2015.
| N. |                        | Ruolo | Calciatore               |
| -- | ---------------------- | ----- | ------------------------ |
| 1  | Albania (bandiera)     | P     | Etrit Berisha            |
| 2  | Francia (bandiera)     | D     | Michaël Ciani            |
| 3  | Paesi Bassi (bandiera) | D     | Stefan de Vrij           |
| 5  | Paesi Bassi (bandiera) | D     | Edson Braafheid          |
| 6  | Italia (bandiera)      | C     | Stefano Mauri (capitano) |
| 7  | Brasile (bandiera)     | C     | Felipe Anderson          |
| 8  | Serbia (bandiera)      | D     | Dušan Basta              |
| 9  | Serbia (bandiera)      | A     | Filip Djordjevic         |
| 10 | Brasile (bandiera)     | C     | Ederson                  |
| 11 | Germania (bandiera)    | A     | Miroslav Klose           |
| 13 | Francia (bandiera)     | D     | Abdoulay Konko           |
| 14 | Spagna (bandiera)      | A     | Keita Baldé              |
| 15 | Uruguay (bandiera)     | C     | Álvaro González          |
| 16 | Italia (bandiera)      | C     | Marco Parolo             |
| 17 | Portogallo (bandiera)  | C     | Bruno Pereirinha         |
| 18 | Argentina (bandiera)   | D     | Santiago Gentiletti      |

| N. |                                 | Ruolo | Calciatore                       |
| -- | ------------------------------- | ----- | -------------------------------- |
| 19 | Bosnia ed Erzegovina (bandiera) | C     | Senad Lulić                      |
| 20 | Argentina (bandiera)            | C     | Lucas Biglia                     |
| 22 | Italia (bandiera)               | P     | Federico Marchetti               |
| 23 | Nigeria (bandiera)              | C     | Ogenyi Onazi                     |
| 24 | Italia (bandiera)               | C     | Cristian Ledesma (vice capitano) |
| 26 | Romania (bandiera)              | D     | Ștefan Radu                      |
| 27 | Albania (bandiera)              | C     | Lorik Cana                       |
| 32 | Italia (bandiera)               | C     | Danilo Cataldi                   |
| 33 | Brasile (bandiera)              | D     | Maurício                         |
| 34 | Colombia (bandiera)             | A     | Brayan Perea                     |
| 39 | Belgio (bandiera)               | D     | Luís Pedro Cavanda               |
| 55 | Italia (bandiera)               | P     | Guido Guerrieri                  |
| 77 | Albania (bandiera)              | P     | Thomas Strakosha                 |
| 78 | Spagna (bandiera)               | A     | Mamadou Tounkara                 |
| 85 | Argentina (bandiera)            | D     | Diego Novaretti                  |
| 87 | Italia (bandiera)               | C     | Antonio Candreva                 |

## Calciomercato
La Lazio ha iniziato la sessione estiva di calciomercato con l'acquisto dell'attaccante serbo Filip Đorđević, svincolatosi dal club francese del Nantes. Vengono acquistati anche il difensore serbo Dušan Basta, dall'Udinese (con la formula del prestito con obbligo di riscatto), e Marco Parolo, dal Parma. Il 30 luglio 2014 viene acquistato, per una cifra vicina agli 8,5 milioni di euro, il difensore olandese Stefan de Vrij, proveniente dal Feyenoord. Il 1º agosto, dopo un periodo di prova, viene ufficializzato il tesseramento, a titolo gratuito, del difensore olandese Edson Braafheid. Il 21 agosto viene acquistato, dal club argentino del San Lorenzo, il difensore argentino Santiago Gentiletti.
Per quanto concerne le cessioni invece, i difensori Giuseppe Biava ed André Dias concludono il contratto con la società capitolina, con il primo accasatosi all'Atalanta e il secondo ritiratosi dal calcio giocato. Il 30 luglio viene ceduto, a titolo temporaneo, il giovane centrocampista Luca Crecco alla Ternana. Il giorno dopo viene ufficializzato la cessione, a titolo temporaneo, del giovane attaccante Antonio Rozzi al Bari. Sempre al Bari vengono ceduti anche i giovani Lorenzo Filippini e Joseph Minala. Il 26 agosto vengono ceduti, in prestito, al Perugia il difensore brasiliano Vinícius e l'attaccante colombiano Brayan Perea. Due giorni dopo viene ceduto, in prestito, anche l'attaccante Emiliano Alfaro al Liverpool Montevideo, suo vecchio club.
La sessione invernale di calciomercato si apre con l'acquisto, in prestito con obbligo di riscatto, del difensore brasiliano Maurício dallo Sporting Lisbona. Il 1º febbraio viene ceduto, in prestito con diritto di riscatto, il centrocampista Álvaro González che in quattro stagioni e mezzo totalizzò 147 presenze e 7 reti.

### Sessione estiva(dall'1/7 all'1/9)
| Acquisti         | Acquisti              | Acquisti         | Acquisti                                                              |
| R.               | Nome                  | da               | Modalità                                                              |
| ---------------- | --------------------- | ---------------- | --------------------------------------------------------------------- |
| D                | Dušan Basta           | Udinese          | prestito oneroso (700 Mila €) con obbligo di riscatto (4,8 Milioni €) |
| D                | Edson Braafheid       | -                | svincolato                                                            |
| D                | Stefan de Vrij        | Feyenoord        | definitivo (8,5 Milioni €)                                            |
| D                | Santiago Gentiletti   | San Lorenzo      | definitivo (1,8 Milioni €)                                            |
| C                | Danilo Cataldi        | Crotone          | fine prestito                                                         |
| C                | Marco Parolo          | Parma            | definitivo (5,5 Milioni €)                                            |
| A                | Filip Djordjevic      | -                | svincolato                                                            |
| Altre operazioni |                       |                  |                                                                       |
| R.               | Nome                  | da               | Modalità                                                              |
| P                | Alessandro Berardi    | Salernitana      | fine prestito                                                         |
| D                | Seyi Adeleke          | Bienne           | fine prestito                                                         |
| D                | Luca Andrea Crescenzi | Pisa             | fine prestito                                                         |
| D                | Alessio Luciani       | Salernitana      | fine prestito                                                         |
| D                | Andrea Sbraga         | Carrarese        | fine prestito                                                         |
| D                | Aurimas Vilkaitis     | Nocerina         | fine prestito                                                         |
| D                | Vinícius Freitas      | Padova           | fine prestito                                                         |
| C                | Antonio Candreva      | Udinese          | riscatto compartecipazione (9 Milioni €)                              |
| C                | Giuseppe Capua        | Salernitana      | fine prestito                                                         |
| C                | Alberto De Francesco  | Ischia           | riscatto compartecipazione                                            |
| C                | Gianmarco Falasca     | Cuneo            | riscatto compartecipazione                                            |
| C                | Riccardo Perpetuini   | Salernitana      | fine prestito                                                         |
| C                | Enrico Zampa          | Salernitana      | riscatto compartecipazione                                            |
| A                | Tommaso Ceccarelli    | Feralpisalò      | riscatto compartecipazione                                            |
| A                | Ettore Mendicino      | Salernitana      | fine prestito                                                         |
| A                | Antonio Rozzi         | Real M. Castilla | fine prestito                                                         |
| A                | Giuseppe Sculli       | Genoa            | fine prestito                                                         |

| Cessioni         | Cessioni              | Cessioni        | Cessioni                         |
| R.               | Nome                  | a               | Modalità                         |
| ---------------- | --------------------- | --------------- | -------------------------------- |
| D                | André Dias            | -               | fine carriera                    |
| D                | Giuseppe Biava        | -               | svincolato                       |
| D                | Vinícius Freitas      | Perugia         | prestito con diritto di riscatto |
| C                | Gaël Kakuta           | Chelsea         | fine prestito                    |
| A                | Emiliano Alfaro       | Liverpool (M)   | prestito                         |
| A                | Brayan Perea          | Perugia         | prestito                         |
| A                | Hélder Postiga        | Valencia        | fine prestito                    |
| Altre operazioni |                       |                 |                                  |
| R.               | Nome                  | a               | Modalità                         |
| P                | Alessandro Berardi    | Grosseto        | prestito                         |
| D                | Seyi Adeleke          | Western Sydney  | definitivo                       |
| D                | Luca Andrea Crescenzi | Reggina         | definitivo                       |
| D                | Josip Elez            | Grosseto        | prestito                         |
| D                | Alessio Luciani       | Gubbio          | definitivo                       |
| D                | Andrea Sbraga         | Carrarese       | definitivo                       |
| D                | Alessandro Tuia       | Salernitana     | riscatto compartecipazione       |
| C                | Giuseppe Capua        | Aversa Normanna | definitivo                       |
| C                | Luca Crecco           | Ternana         | prestito                         |
| C                | Alberto De Francesco  | Aquila          | definitivo                       |
| C                | Joseph Minala         | Bari            | prestito                         |
| C                | Enrico Zampa          | Trapani         | prestito                         |
| A                | Gonzalo Barreto       | -               | svincolato                       |
| A                | Tommaso Ceccarelli    | Aquila          | definitivo (150.000 €)           |
| A                | Salam Dené            | -               | svincolato                       |
| A                | Sani Emmanuel         | -               | svincolato                       |
| A                | Cristiano Lombardi    | Trapani         | prestito                         |
| A                | Ettore Mendicino      | Salernitana     | rinnovo del prestito             |
| A                | Antonio Rozzi         | Bari            | prestito                         |

### Sessione invernale(dal 03/1 al 31/1)
| Acquisti         | Acquisti           | Acquisti         | Acquisti                                          |
| R.               | Nome               | da               | Modalità                                          |
| ---------------- | ------------------ | ---------------- | ------------------------------------------------- |
| D                | Maurício           | Sporting Lisbona | prestito con obbligo di riscatto (2,65 Milioni €) |
| A                | Brayan Perea       | Perugia          | fine prestito                                     |
| Altre operazioni |                    |                  |                                                   |
| R.               | Nome               | da               | Modalità                                          |
| P                | Alessandro Berardi | Grosseto         | fine prestito                                     |
| D                | Josip Elez         | Grosseto         | fine prestito                                     |
| A                | Antonio Rozzi      | Bari             | fine prestito                                     |

| Cessioni         | Cessioni           | Cessioni | Cessioni                                       |
| R.               | Nome               | a        | Modalità                                       |
| ---------------- | ------------------ | -------- | ---------------------------------------------- |
| C                | Álvaro González    | Torino   | prestito con diritto di riscatto (2 Milioni €) |
| Altre operazioni |                    |          |                                                |
| R.               | Nome               | da       | Modalità                                       |
| P                | Alessandro Berardi | Messina  | prestito                                       |
| D                | Josip Elez         | Honvéd   | prestito                                       |
| D                | Riccardo Serpieri  | Cosenza  | definitivo                                     |
| C                | Miloš Antić        | -        | risoluzione consensuale                        |
| A                | Antonio Rozzi      | Entella  | prestito                                       |

### Operazioni esterne alle sessioni
| Cessioni         | Cessioni          | Cessioni         | Cessioni                |
| R.               | Nome              | a                | Modalità                |
| Altre operazioni | Altre operazioni  | Altre operazioni | Altre operazioni        |
| R.               | Nome              | da               | Modalità                |
| ---------------- | ----------------- | ---------------- | ----------------------- |
| D                | Aurimas Vilkaitis | -                | risoluzione consensuale |
| C                | Gianmarco Falasca | -                | svincolato              |

## Risultati

### Serie A

#### Girone di andata
| Arbitro: | Tagliavento (Terni) |

|                                       |           |                 |
| Honda 7’ Muntari 56’ Ménez 64’ (rig.) | Marcatori | 67’ (aut.) Alex |

| Arbitro: | Irrati (Pistoia) |

|                                   |           |  |
| Candreva 19’ Parolo 56’ Mauri 90’ | Marcatori |  |

| Arbitro: | Guida (Torre Annunziata) |

|             |           |  |
| Pinilla 87’ | Marcatori |  |

| Arbitro: | Rocchi (Firenze) |

|  |           |             |
|  | Marcatori | 26’ Théréau |

| Arbitro: | Di Bello (Brindisi) |

|  |           |                                       |
|  | Marcatori | 45’, 75’, 83’ Djordjevic 90+2’ Parolo |

| Arbitro: | Tommasi (Bassano del Grappa) |

|                                      |           |                         |
| Mauri 9’ Djordjevic 25’ Candreva 35’ | Marcatori | 26’, 50’ (rig.) Berardi |

| Arbitro: | Peruzzo (Schio) |

|  |           |                            |
|  | Marcatori | 35’ Djordjevic 90+2’ Lulić |

| Arbitro: | Giacomelli (Trieste) |

|                      |           |              |
| Biglia 15’ Klose 60’ | Marcatori | 53’ Farnerud |

| Arbitro: | Irrati (Pistoia) |

|                 |           |           |
| Toni 69’ (rig.) | Marcatori | 42’ Lulić |

| Arbitro: | Di Bello (Brindisi) |

|                                       |           |                                     |
| Mauri 7’ Klose 25’, 26’ Ederson 90+2’ | Marcatori | 48’ (aut.) Braafheid 84’ João Pedro |

| Arbitro: | Mazzoleni (Bergamo) |

|                         |           |                |
| Barba 52’ Maccarone 55’ | Marcatori | 66’ Djordjevic |

| Arbitro: | Damato (Barletta) |

|  |           |                          |
|  | Marcatori | 24’, 64’ Pogba 55’ Tévez |

| Verona 29 novembre 2014, ore 20:45 CET 13ª giornata | Chievo          | 0 – 0 referto | Lazio | Stadio Marcantonio Bentegodi (7.000 spett.)\| Arbitro: \| Banti (Livorno) \| |
| Arbitro:                                            | Banti (Livorno) |               |       |                                                                              |

| Arbitro: | Guida (Torre Annunziata) |

|               |           |                                 |
| Palladino 45’ | Marcatori | 45+3’ Mauri 59’ Felipe Anderson |

| Arbitro: | Rocchi (Firenze) |

|                          |           |  |
| Mauri 51’, 71’ Lulić 81’ | Marcatori |  |

| Arbitro: | Tagliavento (Terni) |

|                         |           |                         |
| Kovačić 66’ Palacio 80’ | Marcatori | 2’, 37’ Felipe Anderson |

| Arbitro: | Calvarese (Teramo) |

|                                               |           |  |
| Parolo 38’ Felipe Anderson 41’ Djordjevic 66’ | Marcatori |  |

| Arbitro: | Orsato (Schio) |

|                |           |                               |
| Totti 48’, 64’ | Marcatori | 25’ Mauri 29’ Felipe Anderson |

| Arbitro: | Rizzoli (Bologna) |

|  |           |             |
|  | Marcatori | 18’ Higuaín |

#### Girone di ritorno
| Arbitro: | Mazzoleni (Bergamo) |

|                           |           |          |
| Parolo 47’, 81’ Klose 51’ | Marcatori | 4’ Ménez |

| Arbitro: | Peruzzo (Schio) |

|                               |           |           |
| Defrel 60’ Cataldi 77’ (aut.) | Marcatori | 87’ Klose |

| Arbitro: | Gervasoni (Mantova) |

|  |           |                    |
|  | Marcatori | 30’ (rig.) Perotti |

| Arbitro: | Massa (Imperia) |

|  |           |                     |
|  | Marcatori | 23’ (rig.) Candreva |

| Arbitro: | Di Bello (Brindisi) |

|                        |           |            |
| Mauri 33’ Candreva 78’ | Marcatori | 26’ Dybala |

| Arbitro: | Russo (Nola) |

|  |           |                                          |
|  | Marcatori | 45’ Felipe Anderson 70’ Klose 77’ Parolo |

| Arbitro: | Tagliavento (Terni) |

|                                              |           |  |
| Biglia 6’ Candreva 65’ (rig.) Klose 75’, 85’ | Marcatori |  |

| Arbitro: | Orsato (Schio) |

|  |           |                          |
|  | Marcatori | 71’, 78’ Felipe Anderson |

| Arbitro: | Massa (Imperia) |

|                                   |           |  |
| Felipe Anderson 4’ Candreva 45+2’ | Marcatori |  |

| Arbitro: | Rocchi (Firenze) |

|         |           |                                          |
| Sau 49’ | Marcatori | 31’ Klose 60’ (rig.) Biglia 90+2’ Parolo |

| Arbitro: | Peruzzo (Schio) |

|                                                     |           |  |
| Mauri 4’ Klose 31’ Candreva 44’ Felipe Anderson 53’ | Marcatori |  |

| Arbitro: | Rizzoli (Bologna) |

|                       |           |  |
| Tévez 17’ Bonucci 28’ | Marcatori |  |

| Arbitro: | Tommasi (Bassano del Grappa) |

|           |           |              |
| Klose 45’ | Marcatori | 75’ Paloschi |

| Arbitro: | Calvarese (Teramo) |

|                                                   |           |  |
| Parolo 10’ Klose 13’ Candreva 16’ Keita Baldé 81’ | Marcatori |  |

| Arbitro: | Orsato (Schio) |

|           |           |            |
| Biava 49’ | Marcatori | 77’ Parolo |

| Arbitro: | Massa (Imperia) |

|             |           |                   |
| Candreva 8’ | Marcatori | 26’, 84’ Hernanes |

| Arbitro: | Mazzoleni (Bergamo) |

|  |           |                |
|  | Marcatori | 54’ Gentiletti |

| Arbitro: | Rizzoli (Bologna) |

|                |           |                            |
| Djordjevic 81’ | Marcatori | 73’ Iturbe 85’ Yanga-Mbiwa |

| Arbitro: | Rocchi (Firenze) |

|                  |           |                                                 |
| Higuaín 55’, 64’ | Marcatori | 33’ Parolo 45+1’ Candreva 85’ Onazi 90+2’ Klose |

### Coppa Italia

#### Turni preliminari
| Arbitro: | Di Bello (Brindisi) |

|                                                                                |           |  |
| Candreva 46’ Keita Baldé 53’, 68’ de Vrij 59’ Parolo 80’ Basta 87’ Klose 90+2’ | Marcatori |  |

| Arbitro: | Nasca (Bari) |

|                                                     |           |  |
| Simic 24’ (aut.) Djordjevic 26’ Felipe Anderson 80’ | Marcatori |  |

#### Fase finale
| Arbitro: | Russo (Nola) |

|              |           |                                              |
| Martínez 49’ | Marcatori | 12’ Keita Baldé 29’ Klose 57’ (rig.) Ledesma |

| Arbitro: | Rocchi (Firenze) |

|  |           |                   |
|  | Marcatori | 38’ (rig.) Biglia |

| Arbitro: | Damato (Barletta) |

|           |           |                |
| Klose 33’ | Marcatori | 58’ Gabbiadini |

| Arbitro: | Orsato (Schio) |

|  |           |           |
|  | Marcatori | 79’ Lulić |

| Arbitro: | Orsato (Schio) |

|                         |           |         |
| Chiellini 11’ Matri 97’ | Marcatori | 4’ Radu |

## Statistiche

### Statistiche di squadra
| Competizione | Punti | In casa | In casa | In casa | In casa | In casa | In casa | In trasferta | In trasferta | In trasferta | In trasferta | In trasferta | In trasferta | Totale | Totale | Totale | Totale | Totale | Totale | DR  |
| Competizione | Punti | G       | V       | N       | P       | Gf      | Gs      | G            | V            | N            | P            | Gf           | Gs           | G      | V      | N      | P      | Gf     | Gs     | DR  |
| ------------ | ----- | ------- | ------- | ------- | ------- | ------- | ------- | ------------ | ------------ | ------------ | ------------ | ------------ | ------------ | ------ | ------ | ------ | ------ | ------ | ------ | --- |
| Serie A      | 69    | 19      | 12      | 1       | 6       | 40      | 18      | 19           | 9            | 5            | 5            | 31           | 20           | 38     | 21     | 6      | 11     | 71     | 38     | +33 |
| Coppa Italia | -     | 3       | 2       | 1       | 0       | 11      | 1       | 4            | 3            | 0            | 1            | 6            | 3            | 7      | 5      | 1      | 1      | 17     | 4      | +13 |
| Totale       | -     | 22      | 14      | 2       | 6       | 51      | 19      | 23           | 12           | 5            | 6            | 37           | 23           | 45     | 26     | 7      | 12     | 88     | 42     | +46 |

### Andamento in campionato
| Giornata  | 1  | 2 | 3  | 4  | 5 | 6 | 7 | 8 | 9 | 10 | 11 | 12 | 13 | 14 | 15 | 16 | 17 | 18 | 19 | 20 | 21 | 22 | 23 | 24 | 25 | 26 | 27 | 28 | 29 | 30 | 31 | 32 | 33 | 34 | 35 | 36 | 37 | 38 |
| --------- | -- | - | -- | -- | - | - | - | - | - | -- | -- | -- | -- | -- | -- | -- | -- | -- | -- | -- | -- | -- | -- | -- | -- | -- | -- | -- | -- | -- | -- | -- | -- | -- | -- | -- | -- | -- |
| Luogo     | T  | C | T  | C  | T | C | T | C | T | C  | T  | C  | T  | T  | C  | T  | C  | T  | C  | C  | T  | C  | T  | C  | T  | C  | T  | C  | T  | C  | T  | C  | C  | T  | C  | T  | C  | T  |
| Risultato | P  | V | P  | P  | V | V | V | V | N | V  | P  | P  | N  | V  | V  | N  | V  | N  | P  | V  | P  | P  | V  | V  | V  | V  | V  | V  | V  | V  | P  | N  | V  | N  | P  | V  | P  | V  |
| Posizione | 15 | 8 | 12 | 14 | 9 | 8 | 6 | 5 | 3 | 3  | 5  | 6  | 7  | 6  | 3  | 3  | 3  | 3  | 5  | 4  | 4  | 6  | 5  | 4  | 4  | 3  | 3  | 3  | 3  | 2  | 2  | 2  | 2  | 3  | 3  | 3  | 3  | 3  |

Fonte:  Serie A – Classifiche, su sport.sky.it, Sky Sport. URL consultato il 28 agosto 2015 (archiviato dall'url originale il 4 marzo 2016).
Legenda:

Luogo: C = Casa; T = Trasferta. Risultato: V = Vittoria; N = Pareggio; P = Sconfitta.

### Statistiche dei giocatori
Nel conteggio delle reti realizzate si aggiunga una autorete a favore in campionato.
Sono in corsivo i giocatori che hanno lasciato la società a stagione in corso.
| Giocatore       | Serie A  | Serie A | Serie A     | Serie A    | Coppa Italia | Coppa Italia | Coppa Italia | Coppa Italia | Totale   | Totale | Totale      | Totale     |
| Giocatore       | Presenze | Reti    | Ammonizioni | Espulsioni | Presenze     | Reti         | Ammonizioni  | Espulsioni   | Presenze | Reti   | Ammonizioni | Espulsioni |
| --------------- | -------- | ------- | ----------- | ---------- | ------------ | ------------ | ------------ | ------------ | -------- | ------ | ----------- | ---------- |
| D. Basta        | 27       | 0       | 5           | 0          | 6            | 1            | 1            | 0            | 33       | 1      | 6           | 0          |
| E. Berisha      | 10       | -9      | 0           | 0          | 7            | -4           | 0            | 0            | 17       | -13    | 0           | 0          |
| L. Biglia       | 27       | 3       | 6           | 0          | 4            | 1            | 0            | 0            | 31       | 4      | 6           | 0          |
| E. Braafheid    | 16       | 0       | 1           | 0          | 2            | 0            | 0            | 0            | 18       | 0      | 1           | 0          |
| L. Cana         | 17       | 0       | 8           | 1          | 3            | 0            | 3            | 1            | 20       | 0      | 11          | 2          |
| A. Candreva     | 34       | 10      | 6           | 0          | 4            | 1            | 1            | 0            | 38       | 11     | 7           | 0          |
| D. Cataldi      | 16       | 0       | 3           | 1          | 5            | 0            | 0            | 0            | 21       | 0      | 3           | 1          |
| L. P. Cavanda   | 16       | 0       | 6           | 1          | 2            | 0            | 1            | 0            | 18       | 0      | 7           | 1          |
| M. Ciani        | 12       | 0       | 1           | 0          | -            | -            | -            | -            | 12       | 0      | 1           | 0          |
| S. de Vrij      | 30       | 0       | 5           | 1          | 5            | 1            | 0            | 0            | 35       | 1      | 5           | 1          |
| F. Djordjevic   | 24       | 8       | 2           | 0          | 3            | 1            | 0            | 0            | 27       | 9      | 2           | 0          |
| Ederson         | 4        | 1       | 1           | 0          | 1            | 0            | 0            | 0            | 5        | 1      | 1           | 0          |
| Felipe Anderson | 32       | 10      | 5           | 0          | 5            | 1            | 1            | 0            | 37       | 11     | 6           | 0          |
| S. Gentiletti   | 5        | 1       | 1           | 0          | 1            | 0            | 0            | 0            | 6        | 1      | 1           | 0          |
| A. González     | 4        | 0       | 1           | 0          | 1            | 0            | 0            | 0            | 5        | 0      | 1           | 0          |
| G. Guerrieri    | -        | -       | -           | -          | -            | -            | -            | -            | -        | -      | -           | -          |
| Keita Baldé     | 23       | 1       | 3           | 0          | 6            | 3            | 2            | 0            | 29       | 4      | 5           | 0          |
| M. Klose        | 34       | 13      | 5           | 0          | 6            | 3            | 1            | 0            | 40       | 16     | 6           | 0          |
| A. Konko        | 2        | 0       | 0           | 0          | 3            | 0            | 0            | 0            | 5        | 0      | 0           | 0          |
| C. D. Ledesma   | 13       | 0       | 3           | 0          | 3            | 1            | 0            | 0            | 16       | 1      | 3           | 0          |
| S. Lulić        | 25       | 3       | 7           | 0          | 4            | 1            | 0            | 0            | 29       | 4      | 7           | 0          |
| F. Marchetti    | 30       | -29     | 6           | 2          | -            | -            | -            | -            | 30       | -29    | 6           | 2          |
| S. Mauri        | 29       | 9       | 5           | 0          | 2            | 0            | 0            | 0            | 31       | 9      | 5           | 0          |
| Maurício        | 15       | 0       | 7           | 1          | 4            | 0            | 1            | 0            | 19       | 0      | 8           | 1          |
| D. Novaretti    | 5        | 0       | 3           | 1          | 2            | 0            | 0            | 0            | 7        | 0      | 3           | 1          |
| O. Onazi        | 16       | 1       | 4           | 0          | 3            | 0            | 1            | 0            | 19       | 1      | 5           | 0          |
| M. Parolo       | 34       | 10      | 11          | 1          | 6            | 1            | 2            | 0            | 40       | 11     | 13          | 1          |
| B. Perea        | 5        | 0       | 1           | 0          | 1            | 0            | 0            | 0            | 6        | 0      | 1           | 0          |
| B. Pereirinha   | 3        | 0       | 0           | 0          | 2            | 0            | 1            | 0            | 5        | 0      | 1           | 0          |
| S. Radu         | 24       | 0       | 7           | 0          | 5            | 1            | 0            | 0            | 29       | 1      | 7           | 0          |
| T. Strakosha    | -        | -       | -           | -          | -            | -            | -            | -            | -        | -      | -           | -          |
| M. Tounkara     | -        | -       | -           | -          | 1            | 0            | 0            | 0            | 1        | 0      | 0           | 0          |